# Napster
A Napster egy 1999-től 2001-ig üzemelő illegális fájlcserélő, majd 2002 óta legális zenebolt. A legelső óriási sikert arató oldal, amely ingyenesen letölthetővé tett szerzői joggal védett fájlokat. 2008-ban megszűnt, ám 2016 óta a korábban Rhapsody-ként üzemelő internetes zenebolt felvette a nevét.

## Története

### Illegális fájlcserélőként (1999-2001)
A Napster ötlete Shawn Fanning, a chicagói Northwestern University hallgatójának fejében született meg. Célja az volt, hogy barátai ingyen jussanak hozzá kedvenc zenéikhez. A Napster első bétája 1999 júniusában készül el (nevét Fanning becenevéről kapta, jelentése: lusta, szunyókálós). Az alkotó eredetileg nem szánta nyilvánosnak az oldalt, 30 ismerősének küldte át, ám rajtuk keresztül kiszivárgott, és a Napster pár nap múlva 15 000 felhasználót szolgál ki. Májusban a hirtelen siker hatására Fanning - Sean Parkerrel és saját öccsével, John Fanninggel kiegészülve - megalapítja a Napster Inc.-t.
1999 végére a Napster 1 000 000 regisztrált felhasználóval bír. December 7-én azonban az Amerikai Hanglemezgyártók Szövetsége (RIAA) San Fransiscóban benyújtja az első keresetet a Napster ellen szerzői jog megsértésére hivatkozva, őket 2000. április 13-án a Metallica együttes követi (miután I Disappear című daluk megjelenés előtt vált elérhetővé az oldalon), majd 27-én Dr. Dre rapper. Ekkor már 32 000 000 ember használja a szájtot.
Fanning cége azonban nem tudott helytállni a bíróságon annak ellenére, hogy október 31-én partnerségi megállapodást kötött a német Bertelsmann AG kiadóval. Február 2-án a 9. kerületi szövetségi bíróság előírta a jogsértő tartalmak szűrését, azonban mivel ezt nem tudták megtenni, az üzemeltetők júniusban az oldal ideiglenes leállítása mellett döntöttek. A bezárás pillanatában a Napsteren 250 000 zeneszám állt 80 000 000 felhasználó rendelkezésére.

### Első átmeneti időszak (2001-2003)
A Napster bezárásával a perek nem fejeződtek be: több zenekiadó vállalat is dollármilliókat követelt elmaradt jogdíjai miatt. Hogy a büntetéseket ki tudják fizetni, Fanning és csapata tervezte a szolgáltatás fizetős újraindítását, sikertelenül. 2002 nyarán a Bertelsmann 85 millió dolláros felvásárlási ajánlatot tett a cégre, ám a tranzakció megakadályozása érdekében a Napster Inc. csődvédelmi eljárást indított maga ellen. Tulajdonait kiárusították, nevét és logóját a Roxio vette meg 5 000 000 dollárért.

### A Roxio és a Best Buy tulajdonában (2001-2011)
Több mint egy évvel később, 2003. október 29-én az új tulajdonos elindította a Napster 2.0 szolgáltatást, mely már jelentősen különbözött elődjétől, legálisan, pénzért kínált zenéket. A Roxio sok MP3-lejátszó gyártójával (pl. Samsung), lemezkiadóval szövetkezett, és több hasonló szolgáltatást (pl. PressPlay) is bekebelezett, azonban az új Napster soha nem nyerte vissza eredeti fényét, és 2008-ban a cég továbbadta azt a Best Buy internetes áruháznak 121 millió dollárért - ekkor a szájt már csak 700 000 felhasználóval rendelkezett.

### Második átmeneti időszak (2011-2016)
2011. október 3-án a Rhapsody virtuális zenebolt bejelentette, hogy átveszi a Napster megmaradt előfizetőit, cserébe a Best Buy kisebb részesedést szerzett a cégben. Az új tulaj nem használta tovább a Napster nevet, így a szolgáltatás megszűnt létezni.

### A Rhapsody üzemeltetésében (2016-)
2016-ban a Rhapsody a honlapján közzétette, hogy még azon a nyáron felveszik a Napster nevét. Az áruház ma is ezen a néven működik, 3 500 000 előfizetővel.